# Jared S. Gilmore
Jared Scott Gilmore (San Diego, 30 mei 2000) is een Amerikaans acteur.
Gilmore debuteerde als negenjarige in de televisieserie Mad Men. Hij vertolkte er van 2009 tot 2011 het personage van Bobby Draper.
Gilmore speelt als Henry Mills een van de hoofdrollen in de Amerikaanse ABC-televisieserie Once Upon a Time, een serie die ook via Netflix wordt verdeeld. Gilmore was elf jaar toen hij in Once Upon a Time begon.
- Library of Congress Control Number: no2012115245
- MusicBrainz: 62c1b067-f4b9-46f8-a3e2-5a19d9fbfd0d
- Virtual International Authority File: 255744368
- WorldCat: E39PBJgCQqr9qKHYRrmJtj97HC